# Brachymenium ramicola
Brachymenium ramicola là một loài Rêu trong họ Bryaceae. Loài này được (Spruce ex Mitt.) Broth. mô tả khoa học đầu tiên năm 1912.